# Hover Strike
Hover Strike est un jeu vidéo d'action en 3D sorti en 1995 sur Jaguar. Le jeu a été développé et édité par Atari Corporation. Le joueur dirige un tank futuriste en vue subjective et doit empêcher une invasion.

## Hover Strike: Unconquered Lands
Hover Strike: Unconquered Lands est le nom d'une nouvelle version de Hover Strike sortie sur le système CD-ROM de la Jaguar. Il voit les graphismes du jeu améliorés, de nouvelles séquences audio et 10 niveaux supplémentaires.